# Sint-Antonius en Barbarakerk
De Sint-Antonius en Barbarakerk (ook bekend als Bartjeskerk) was een kerkgebouw in de Noord-Brabantse stad 's-Hertogenbosch. De kerk was gelegen aan de Graafseweg 1.

## Geschiedenis
Deze kerk, die zich in de wijk Hinthamerpoort bevindt, werd in 1928 in gebruik genomen nadat in 1927 de parochie was opgericht. Het was een ontwerp van Hendrik Willem Valk. De bijnaam van de kerk had betrekking op bouwpastoor Barten. De kerk werd gefinancierd vanuit de Kerkbouw-stichting, maar de voorwaarde was wel dat de kerk gewijd moest worden aan Antonius van Padua. Aangezien er in 's-Hertogenbosch al een dergelijke kerk aanwezig was, kreeg deze kerk een dubbele naam, om verwarring te voorkomen.
Het aantal parochianen nam toe, en in 1952 splitste de Heilige Hartenparochie zich van de Antonius en Barbaraparochie af.
Het kerkgebouw was sober en verkeerde uiteindelijk in slechte staat. Als gevolg van een gebarsten fundering ontstonden er scheuren. In 1993 moest de kerk gesloten worden, omdat het te onveilig werd geacht deze nog te betreden. In 1996 werd de kerk gesloopt.
Op de plaats van de kerk verscheen een appartementencomplex. Hierin werd in 1998 een kerkzaal in gebruik genomen, die echter veel kleiner was dan de oorspronkelijke kerk. In 2006 werd ook deze zaal weer onttrokken aan de eredienst.